# 招标
招标，是一种市场交易、搜尋商業對象的行为。 招標指在一定范围内公开货物、工程或服务、采购的条件和要求，並接受或邀请众多投标人参加競标，之後按照原先规定程序，从中选择合適者作為交易对象。

## 種類
依招標種類
- 競爭性招標
  - 公開招標
  - 選擇性招標（邀请招標）
- 議標，又稱為「談判招標」
- 兩階段招標，先「公開招標」，再「選擇性招標」

依決標方式
- 最有利標[1]
- 最低標

## 相關弊端
- 圍標
- 綁標
- 洩漏底標
- 利益輸送
- 回扣

## 外部連結
台灣
- 政府電子採購網 （页面存档备份，存于） - 行政院公共工程委員會
- 台灣採購公報網 （页面存档备份，存于）
- 台灣招標採購網(標案追蹤) （页面存档备份，存于）

中国大陆
- 中国政府采购网

上海
- 上海招标 （页面存档备份，存于）